# 애월초등학교
애월초등학교는 대한민국 제주특별자치도 제주시 애월읍 애월리에 있는 공립 초등학교이다.
갑오경장 이후 근대적 교육 기관은 1895년 7월 <소학교령>으로 초등교육의 제도를 마련하고 5~6년제의 소학교를 설립하였으며 제주에도 1896년 제주목공립소학교를 설립하도록 하였다.
1906년 <보통학교령>을 공포하며 ‘소학교’를 ‘보통학교’로 이름을 바꾸고, 수업 연한을 4년으로 단축하였다. 이에 제주도내 최초로 1907년 5월 제주공립보통학교(현재 제주북교)가 개교하고, 이어서 1909년 정의교(현재 표선교), 1911년 대정교, 1920년 서귀교, 1921년 조천교가 개교하였다.
보통학교가 설립되기 이전 애월리에는 장한규(張漢奎), 박형순(朴亨淳), 고내리에는 장인서(張仁瑞), 장승하(張承河) 등이 서당을 개설하여 한문을 가르쳤는데, 삼성재(三省齋), 한서재(漢西齋), 개량사숙(改良私塾) 등이 있었다.
1920년 9월 애월진성이 위치한 애월리 1,736번지에 4년제 개량서당인 애월공진학교(公進學校)를 주민들의 모금한 자금으로 설립하여 국어, 한문, 산수, 일본어 등 신문학과 신문명에 관한 기초교육을 애월리 출신 교사 金允熙를 초빙하여 실시하였다. 이후 애월공진학교는 <서당규칙>에 의해 명칭을 애월공진사숙(公進私塾)이라 하였다.
1922년 <제2차 조선교육령>으로 1면(面) 1교제(校制)가 시행되면서 1923년 신우교(新右校, 현재 애월교), 구우교(舊右校, 현재 한림교), 구좌교(현재 김녕교), 성산교(현재 동남교)가 인가되어 개설되었다.
1923년 5월 제주도내에서 여섯 번째의 공립보통학교인 신우공립보통학교가 인가됨에 따라 기존의 공진사숙(교지 1,412평, 42평의 목조기와 건물(직원실 1, 교실 2))을 인수하여 같은 해 9월 4일 개교하였다.
1935년 면 이름이 신우면에서 애월면으로 바뀌면서 학교 이름도 애월공립보통학교로 바뀌었고, 이후 애월공립심상소학교(1938년), 애월공립국민학교(1941년), 애월국민학교(1950년)로 바뀌었다.
1941년 <국민학교령>에 의해 ‘국민학교’로 이름이 변경되었는데 이것은 황국신민을 양성한다는 일제강점기의 초등교육 정책을 반영한 것이다. 광복 50주년을 맞아 일제의 잔재를 청산하고 민족정기를 바로 세우기 위해 1996년 3월 애월초등학교로 변경되었다.
개교할 때에는 4년제로 인가되어 운영되다가 1934년에 6년제로 인가되어 11회 졸업생부터 6년을 이수하였다. 학구는 애월읍 서부 전 지역에서 취학하였으나, 해방 전후로 어도, 납읍, 곽지, 더럭 등에 학교가 신설됨에 따라 현재는 애월리와 고내리에 한정되고 있다.
개교 당시 1,412평인 교지는 1934년 685평을 도학교비(島學校費)로 구입하고, 807평을 기성회로부터, 1940년 3,300평을 보호자회로부터, 1934년에는 1,160평을 애월리 강희정(姜喜貞)으로부터 기부받아 확충하였다. 1975년에는 운동장 일부 1,002평을 애월중학교 운동장으로 매도하였다.
2013년 애월초, 중학교 총동문회의 적극적인 노력으로 다목적 강당인 해망관(海望館)을 준공하였으며, 차량 출입이 잦은 동쪽 출입구에 2017년 교문(동문)을 신축하였다.
부설 기관으로 1981년 병설유치원이 인가되어 현재까지 운영하고 있다. 1923년 9월 부설 공진학교(2년제)가 1927년 3월 폐지 이전까지 운영되었으며, 1934년 부설 고성간이학교와 1940년 부설 어도간이학교가 2년제로 운영되다가 1943년 각각 고성, 어도공립국민학교로 승격되었다. 1996년에는 더럭국민학교가 애월초등학교 더럭분교장으로 본교에 통합되었다가 2018년 3월 더럭초등학교로 승격하면서 분리되었다.
2023년 9월 개교 100주년을 앞두고 있는 애월초등학교는 문화 예술의 마을 전통에 걸맞게 2011년부터 3년간 교육과학기술부 지정 창의경영학교를 운영하면서 학교 실정을 반영한 문화예술교육의 편성 운영, 2014년부터 4년간 학교 문화예술교육 활성화를 위한 제5기 예술꽃 씨앗학교 운영에 이은 다혼디배움학교의 문화예술교육과정 운영으로 학생들의 문화적 감수성 계발과 제주의 전통문화 예술 전승에 기여하고 있다.
2015년부터 제주특별자치도교육청으로부터 교직원, 학부모 및 지역사회 모두가 다 함께 협력하고 서로 존중하며 배움을 실천하는 제주형 혁신 학교인 다혼디배움학교로 지정받아 운영되고 있다. 애월 다혼디배움학교는 배려와 존중, 협력의 교육공동체를 위한 학교문화 만들기에 앞장서고 있으며, 교육과정을 체계화, 안정화한 교육 중심의 학교시스템을 구축하여 운영함으로써 미래지향적인 학교 모델 창출에 선두적인 역할을 하고 있다.

## 학교 주요 연혁
- 1920년  9월 20일 公進사숙 설립(3개년 운영)
- 1923년  5월 15일 新右공립보통학교 설립 인가(4년제)
- 1923년  9월  4일 신우공립보통학교 개교(3개 학년, 3학급)
- 1923년  9월      부설 공진학교(2년제) 설립
- 1925년  3월 23일 본과 제1회 졸업식
- 1927년  3월 18일 부설 공진학교 폐지
- 1928년  2월  1일 보습과(2년제) 설치 인가
- 1934년  3월 31일 6년제 인가, 보습과 폐지
- 1934년  4월      부설 古城간이학교 설립
- 1935년  4월 25일 涯月공립보통학교로 교명 변경
- 1938년	 4월  1일 애월공립尋常소학교로 교명 변경
- 1940년	 4월  1일 운동장 확장(부지 3,300평)
- 1940년	 4월  1일 부설 於道간이학교 설립
- 1941년	 4월  1일 애월공립국민학교로 교명 변경
- 1943년	 3월      부설 간이학교가 古城, 於道공립국민학교로 승격 분리
- 1950년	 6월  1일 애월국민학교로 교명 변경
- 1972년  3월  1일 문교부 지정 체육 연구학교 운영(~1973)
- 1973년  3월  1일 도교위 지정 안전교육 연구학교 운영(~1975)
- 1973년  9월  4일 개교 50주년 기념 국민교육헌장탑 건립
- 1974년  3월  1일 문교부 지정 체육 연구학교 운영(~1975)
- 1979년  3월  1일 도교위 지정 체육 시범학교 운영(~1980)
- 1981년	 2월  5일 애월국민학교병설유치원 인가
- 1981년	 3월 10일 병설유치원 개원
- 1996년	 3월  1일 애월초등학교로 교명 변경
- 1996년	 3월  1일 애월초등학교더럭분교장 인가
- 1996년	 3월  1일 교육부 지정 인성교육 자율시범학교 운영(~1997)
- 1998년	 3월  1일 도교육청 지정 인성교육 일반화 학교
- 2004년	 2월  4일 운동장 잔디구장 준공
- 2009년	 1월 19일 급식실 및 본관 다목적실 증축
- 2009년	 9월  1일 하반기 교원능력개발평가 선도학교 운영(~2010.2.)
- 2010년  2월 28일 학교 생태숲 조성
- 2010년	9월 27일 본관 교실2, 화장실2 증축 / 남측 구교사 철거 공원 조성
- 2011년	 2월  1일 보건실 현대화
- 2011년	10월  1일 방송실 현대화
- 2013년	 3월 26일 체육관(海望館) 개관
- 2014년	 3월  1일 제5기 문화체육관광부 지정 예술꽃 씨앗학교 운영(2014~2018)
- 2015년	 3월  1일 제1기 제주형자율학교 다혼디배움학교 운영(2015-2018)
- 2016년	 11월 9일 본관 동쪽 2층 3교실 중축
- 2017년	 3월  2일 교문(東門) 제막
- 2018년  3월  1일 더럭분교가 더럭초등학교 승격으로 분리
- 2018년  7월 27일 남측 별관 특별교실 4실 신축
- 2019년	 3월  1일 제2기 제주형자율학교 다혼디배움학교 지정 운영(2019-2022)
- 2020년  9월  1일 강시남 교장 부임
- 2020년  12월 18일 학교 연못 및 조경 정비
- 2021년  2월  1일 놀이 시설 교체 및 본관 북쪽 바닥 공사
- 2021년  9월  7일 건물 외부 도색 및 체육관 수선
- 2022년  1월 4일 제97회 졸업 (남 14명, 여 17명 / 총졸업생 6,517명)
- 2022년  3월  1일 10학급 편성

## 역대 학교장
- 해방 전

1대 飯塚孝次郎 [1932.6.30~1929.3.31]
2대 三井與三郎 [1929.4.1~1930.5.31]
3대 世良哲雄 [1930.8.31~1936.5.9]
4대 木田徹 [1936.5.13~1938.8.31]
5대 山中貞治 [1938.9.1~1944.3.31]
6대 左藤光男 [1944.4.1~1945.9.30]
- 해방 후
- 7대 金瀚熙 [1945.10.1~1946.9.15] 8대 張濟弼 [1946.9.16~1949.3.14] 9대 金瀚熙 [1949.3.15~1951.12.19] 10대 康錫淳 [1951.12.20~1957.5.14] 11대 金瀚熙 [1957.5.15~1961.9.9]
- 12대 金德訓 [1961.9.10~1964.7.31] 13대 左奉斗 [1964.8.1~1965.11.30] 14대 張濟弼 [1965.12.1~1968.8.31] 15대 全永在 [1968.9.1~1970.2.28] 16대 姜在胤 [1970.3.1~1973.2.28]
- 17대 申斗奉 [1973.3.1~1975.7.3] 18대 文昌鉉 [1975.8.1~1977.8.31] 19대 金喜昌 [1977.9.1~1981.8.31] 20대 姜經胤 [1981.9.1~1983.2.28] 21대 蔡鍾澈 [1983.3.1~1986.8.31]
- 22대 文仁璟 [1986.9.1~1988.8.31] 23대 文潤宇 [1988.9.1~1991.8.31] 24대 朴智赫 [1991.9.1~1993.8.31] 25대 金東玟 [1993.9.1~1995.2.28] 26대 金柄順 [1995.3.1~1998.2.28]
- 27대 張琪澤 [1998.3.1~1999.8.31] 28대 田智植 [1999.9.1~2001.8.31] 29대 姜尙孝 [2001.9.1~2004.2.29] 30대 康益秀 [2004.3.1~2006.2.28] 31대 金榮奎 [2006.3.1~2008.8.31]
- 32대 金振鮮 [2008.9.1~2010.8.31] 33대 張相寶 [2010.9.1.~2013.8.31] 34대 金英俊 [2013.9.1~2017.8.31] 35대 姜惠淳 [2017.9.1.~2020.8.31] 36대 姜時南 [2020.9.1~2022.8.31] 37대 김창희[2022.9.1~현재]

## 참고 자료
- 애월초등학교 - 한국교육학술정보원 학교알리미